# Korps Westenholz
Korps Westenholz var et dansk frivilligt korps, oprettet af Aage Westenholz i 1908.
Korpset udstyredes med Madsen-maskingeværer og Ellehammers motorcykel Elleham.
Korpsets planlagte krigsstyrke udgjorde 50 mand med rekylgeværer på motorcykler. Korpset blev i lighed med de øvrige frivillige korps nedlagt med forsvarsloven af 1937.